# RV Corella
Le RV Corella (LT767) (RV en anglais : Research Vessel) était un navire océanographique halieutique exploité par le ministère de l'Agriculture, de la Pêche et de l'Alimentation-Direction des pêches entre 1967 et 1983, désormais connu sous le nom de Centre des sciences de l'environnement, des pêches et de l'aquaculture (Royaume-Uni)-(Cefas).

## Historique
Le RV Corella a été construit par Brooke Marine (Lowestoft) à la demande du ministère de l’Agriculture, des Pêcheries et de l’Alimentation en remplacement de son ancien navire de recherche (1946-1967), le RV Platessa qui avait principalement été utilisé pour étudier le hareng, la plie et d’autres ressources halieutiques côtières dans le sud de la mer du Nord, la Manche et la mer d’Irlande.
La construction a commencé à Brooke Marine en 1964, et on espérait que le RV Corella (du nom du Corella parallelogramma d'ascidiacea) serait mis en service au début de 1965, mais en réalité, cela ne s'est pas produit avant avril 1967. 
Le RV Corella est considéré comme le premier navire de recherche moderne exploité par la Direction des pêches. Son pont, son équipement de laboratoire et ses alimentations électriques étaient plus sophistiqués que ses prédécesseurs tels que le RV Clione. Il disposait de systèmes sophistiqués de suppression du bruit dans la salle des machines afin de permettre des relevés acoustiques performants dans les bancs de poissons.
Des essais en mer ont eu lieu du 17 au 21 mars 1967 et ont mis en évidence les lacunes initiales concernant les treuils et leur système de transmission hydraulique qui nécessiteraient du temps pour être corrigées. Le voyage inaugural du navire a débuté le 20 avril 1967 (jusqu'au 25 mars) dans le but de déterminer les meilleures méthodes de manipulation de chaque type de chalut, de procéder à une première évaluation des performances du chalutage.
Un skiff a été acheté à la Norvège sous le nom de Caranx. Celui-ci pourrait être transporté par le RV Corella pour être utilisé dans la pêche à la senne coulissante ou pour les travaux sur la côte. Le RV Corella s'est par la suite avéré ne pas convenir aux opérations de pêche à la senne coulissante et le Caranx a été si peu utilisé qu'il a finalement été vendu. 
En 1983, le RV Corella a été vendu à Warbler Shipping et renommé MV Dawn Sky. En 1985, il a été converti en navire ravitailleur offshore et l’un de ses deux treuils à cadre en A a été retiré. Entre 1986 et 1988, le Dawn Sky a été ré-affrété par le ministère de l’Agriculture et des Pêcheries d'Écosse et par le ministère de l’Agriculture, des Pêcheries et de l’Alimentation du Royaume-Uni pour le compte-rendu des enquêtes auprès des pouvoirs publics.
Warbler Shipping a été acheté par Putford Enterprises de Great Yarmouth en 1994, puis par la suite par les exploitants américains de navires de ravitaillement, Seacor Holdings (en). Le MV Dawn Sky a été renommé MV Putford Sky et a été utilisé par BP sur le champ de gaz Amethyst au large du Yorkshire. Puis il a été vendu à Fornæs Shipbreaking pour y être mise au rebut au Danemark,  quittant Great Yarmouth le 6 avril 2012 pour son dernier voyage à Grenaa, 45 ans après sa construction.

## Navires du Cefas
| - RV Huxley (1899-1902) - SY Hildegarde et SY Hiawatha (1912–1914) - SS Joseph & Sarah Miles (1920–1922) - RV George Bligh (1921–1939) - RV Onaway (1930–1960) - RV Platessa (1946–1967) - RV Ernest Holt (1946–1971) | - RV Sir Lancelot (1947–1960) - RV Tellina (1960–1981) - RV Clione (1961–1988) - RV Cirolana (1970–2003) - RV Corystes (1988–2003) - RV Cefas Endeavour (2003–present) |

### Note et référence
- (en) Cet article est partiellement ou en totalité issu de l’article de Wikipédia en anglais intitulé « RV Corella » (voir la liste des auteurs).